# Pickala äreport
Pickala äreport eller Kabanovs äreport är en sovjetisk triumfbåge i Sjundeå i Nyland. Äreporten restes på Porkalaområdet som Sovjetunionen arrenderat av Finland för en tid på 50 år efter fortsättningskriget. Under den så kallade Porkalaparentesens tid byggdes över tjugo äreportar på området men den i Pickala är enda kvarvarande. Äreporten är konstruerad av metall och målad blå, röd och guld.
Genom Pickala äreport marscherade sovjetiska soldater bland annat till olika sportevenemang och parader.
Pickala äreport ligger nära Pickala herrgård vid den så kallade Kabanovs kanonväg. Pickala herrgård fungerade som lägenhet för över tjugo sovjetiska familjer under Porkalaparentesen.